# Thomas Grenville
Sir Thomas Grenville (31. prosince 1755 Carlisle – 17. prosince 1846 Londýn) byl britský politik a diplomat z významného rodu Grenvillů. Přes třicet let byl poslancem Dolní sněmovny, dvakrát byl ministrem. Mimo jiné proslul jako bibliofil a jeho početnou sbírku knih dnes spravuje Britská knihovna. Byl synem premiéra George Grenvilla (1712–1770) a starším bratrem premiéra Williama Wyndhama Grenvilla (1759–1834).

## Diplomatická a politická kariéra
Byl druhorozeným synem premiéra George Grenvilla (1712–1770) a jeho manželky Elizabeth Wyndham (1719–1769). Studoval v Oxfordu a krátce sloužil v armádě, v roce 1779 byl poprvé zvolen do Dolní sněmovny, kde stejně jako další členové rodu zastupoval hrabství Buckinghamshire a patřil ke straně whigů. V roce 1782 byl jedním z hlavních britských vyjednavačů při sjednání mírové smlouvy se Spojenými státy (ukončení války amerických kolonií za nezávislost), později s hrabětem Spencerem vykonal diplomatickou cestu do Vídně (1794). V roce 1798 byl jmenován členem Tajné rady, téhož roku odmítl post státního sekretáře pro Irsko. V roce 1799 diplomaticky působil v Berlíně, kde pomáhal vyjednat koalici proti Francii.
Ve vládě svého mladšího bratra Williama Wyndhama Grenvilla získal funkci prezidenta kontrolního úřadu Východoindické společnosti (1806), poté byl prvním lordem admirality (1806-1807). Spolu s dalšími členy rodu pak přešel do opozice a patřil ke skupině The Grenvilles. Na politické dění již neměl vliv a v roce 1818 opustil Dolní sněmovnu.

## Bibliofil
Od mládí sbíral knihy a nakonec jeho sbírka dosáhla počtu přes 20 000 svazků. Sbírka zahrnuje rukopisy i vzácné tisky, například jednu kopii Gutenbergovy bible, kterou koupil v roce 1817 v Paříži za 6 000 franků. Od roku 1830 byl kurátorem Britského muzea a tomu také svou knihovnu odkázal. Dnes je součástí sbírek Britské knihovny a označuje se jako Grenville Library.